# 楊嘉源
楊 嘉源（よう かげん、1970年（昭和45年）4月29日 - ）は、台湾の囲碁棋士。日本棋院所属、大枝雄介九段門下、九段。新鋭トーナメント戦優勝、本因坊戦リーグ3期など。妻は知念かおり四段、楊嘉栄八段は弟。

## 経歴
9歳の時に、弟とともに、父親に碁会所につれていかれ囲碁をはじめる。
1982年に来日、85年入段。1987年『棋道』誌のプロアマ対抗八強トーナメント戦で準優勝。1988年五段。1991年棋聖戦五段戦優勝、碁聖戦ベスト4。1994年に柳時熏、趙善津、三村智保と勉強会を始め、同年、棋聖戦六段戦準優勝、新人王戦準優勝。同年本因坊戦リーグ入りし、2年連続で4-3の3位。1996年、新鋭トーナメント戦優勝、名人戦リーグ入り。1997年NEC俊英囲碁トーナメント戦優勝、棋聖戦七段戦に優勝し最高棋士決定戦進出、八段。1998年アコム杯全日本早碁オープン戦ベスト4。1999年、矢代久美子とのペアでリコー杯ペア碁選手権戦ベスト4。2000年九段。2002年CSK杯、トヨタ&デンソー杯で台湾代表として出場。
1997年に知念かおりと結婚し、宮古島と台北市で式を挙げた。1996年にはNHK教育テレビ「囲碁の時間」前期講師、1998年には『棋道』誌「若武者熱戦譜」解説を担当した。

### 主なタイトル歴
- 新鋭トーナメント戦 1996年
- NEC俊英囲碁トーナメント戦 1997年

### 他の棋歴
- トヨタ&デンソー杯囲碁世界王座戦 ベスト16 2002年（○金秀壮、×フェルナンド・アギラール）
- 日中囲碁交流
  - 1992年 1-2 邵煒剛
- 日中スーパー囲碁
  - 1997年俊英戦 1-2 周鶴洋
- CSK杯囲碁アジア対抗戦
  - 2002年 0-2（×兪斌、×李世乭）
- 新人王戦 準優勝 1994年
- 棋聖戦 五段戦優勝 1991年、七段戦優勝 1997年、棋聖戦リーグ 2000年(1-4)
- 本因坊戦リーグ 1994(4-3）、95(4-3)、96(2-5)年
- 名人戦リーグ 1996年(2-6)